# قائمة نظم التشغيل

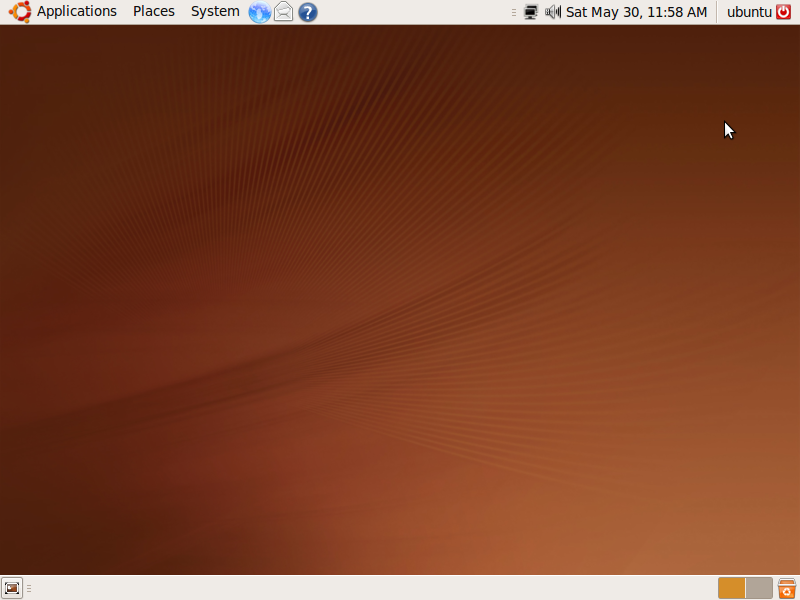
أوبونتو 9.04 جونتي جاكالوب.

يمكن تصنيف نظم التشغيل حسب ملكيتها، ترخيصها، حالتها الحالية، استخدامها، والعديد من الصفات الأخرى.

## نظم تشغيل احتكارية

### DataPoint
- دوس

### آي‌ بي‌ إم
- أو إس/2
- شبيهات يونكس:
  - آي بي إم إيه آي إكس
- أوبن سولاريس

### أبل
- ماك أو أس

شبيهات يونكس:
- لحواسب ماكنتوش:
  - لمعالجات باور بي سي وإنتل:
    - ماك أو إس عشرة
      - ماك أو إس إكس 10.4
      - ماك أو إس إكس 10.5
      - ماك أو إس إكس 10.6
- لأجهزة آي فون، آي بود تاتش وآي باد:
  - نظام تشغيل آي

### إس سي أو جروب
- زينيكس

### أميجا
- أميغا أو إس

### جوجل
- جوجل كروم

### مايكروسوفت
- زينيكس
- إم إس-دوس
  - ويندوز 1.0
  - ويندوز 2.0
  - ويندوز 3.0
  - ويندوز 3.1
  - ويندوز 95
  - ويندوز 98
  - ويندوز ميلينيوم
- ويندوز إن تي
  - ويندوز إن تي 3.1
  - ويندوز إن تي 4.0
  - ويندوز 2000
  - ويندوز إكس بي
  - ويندوز سيرفر 2003
  - ويندوز فندمينتالز فور ليجاسي بيسيز
  - ويندوز فيستا
  - ويندوز هوم سيرفر
  - ويندوز سيرفر 2008
  - ويندوز 7 (22 أكتوبر 2009)
  - ويندوز 8 (2012)
  - ويندوز 8.1 (2013)
  - ويندوز 10
  - ويندوز 11
- ويندوز سي إي
  - ويندوز سي إي 6.0
  - ويندوز موبايل

### نوفل
- نوفيل نت وار

### هوليت-باكارد
- إتش بي - يو إكس

### نظم تشغيل احتكارية أخرى
- آيركس
- سكاي أو إس
- سولاريس
- صن ميكروسيستمز:
  - صن أو إس
- كيو إن إكس
- نظام يونكس V

## غير احتكارية

### شبيهات يونكس
- مينيكس
- يونكس

### مجانية/مفتوحة المصدر
- آث أو إس
  - سيلابل
- أوبن سولاريس
- توزيعة برمجيات بيركلي:
  - فري بي ‌إس ‌دي
  - نت بي إس دي
    - أوبن بي إس دي
- تونس
- جنو
  - جنو/لينكس (نظام تشغيل مجاني مفتوح المصدر مع نواة لينكس)
- داروين

### غير شبيهات يونكس
- أميبا
- رياكت أو إس
- فري دوس
- هايكو

### نظم تشغيل شبكية
- نوفيل نت وار

### نظم تشغيل ويب
- آي أو إس
- جوجل كروم

### نظم تشغيل مضمنة
- أندرويد
- دي دي دبليو ار تي
- مايمو
- نت بي إس دي
- نظام تشغيل الشبكات البينية
- آي أو إس
- نظام تشغيل سيمبيان
- ويندوز سي إي
  - ويندوز سي إي 6.0
  - ويندوز موبايل
  - نظام فايرفكس